# Myotis altarium
Myotis altarium é uma espécie de morcego da família Vespertilionidae.
Pode ser encontrada nos seguintes países: China e Tailândia.